# 순안역
순안역(順安驛)은 조선민주주의인민공화국 평양직할시 순안구역에 위치한 평의선의 철도역이다. 경의선 개통 당시 순안군의 중심 역이었으나 순안군이 평양직할시 순안구역으로 개편되면서 평양직할시의 주요 역이 되었다.

## 역 주변
인근에 평양 순안 국제공항이 위치한다.

## 인접한 역
| 평의선         | 평의선 | 평의선               |
| -------------- | ------ | -------------------- |
| 간리 평양 방면 | 평의선 | 석암 신의주청년 방면 |